# مبادله (فیلم ۲۰۰۷)
مبادله (به انگلیسی: Trade) نام فیلمی به تهیه‌کنندگی رولاند امریش و روزلین هلر و به کارگردانی مارکو کرویتزپاینتنر است.

## خلاصهٔ داستان
فیلم از جایی آغاز می‌شود که در روز تولد دختر ۱۳ ساله‌ای از یک خانوادهٔ فقیر مکزیکی به نام آدریانا، برادر او به عنوان هدیه تولد، یک دوچرخه برایش می‌آورد و با این حرکت جورج ۱۷ ساله خواهرش را بسیار شاد میکند و فردا صبح که دختر برای خرید از خانه بیرون می رود او را میربایند و...
در ادامه فیلم با زنی به نام ورونیکا که اهل لهستان است و برای گردش به مکزیکوسیتی آماده است آشنا می‌شویم که بعد از خروج از فرودگاه و ملاقات با کسانی که به عنوان نماینده شرکت جهانگردی و تحویل وسایل خود به آن‌ها به دلیل درخواست آن‌ها برای گرفتن پاسپورتش به آن‌ها شک کرده و با سوالات خود آن‌ها را عصبی و با آن‌ها درگیر می‌شود و او را نیز می ربایند..‌.